# معز مسعود
معز مسعود (مواليد 27 فبراير 1978) هو باحث وداعية إسلامي مصري، ومقدم برامج تلفزيونية وإذاعية عن الدين الإسلامي من منظوره الشرعي والسلوكي وعلاقته بالعالم المعاصر وبقية الأديان. في نوفمبر 2011، اعتبرت مجلة «الايكونومست» مسعود أحد الدعاة مؤثرين في العالم الإسلامي، وهو عضو في «مؤسسة آل البيت للفكر الإسلامي»، وكذلك باحث في «علاقة علم النفس بالدين» في جامعة كامبريدج في المملكة المتحدة.
ولد معز مسعود في عام 1978، وتخرج من الجامعة الأمريكية في القاهرة عام 2000، وطلب العلوم الشرعية الإسلامية على أيدي علماء كبار فور تخرجه.
قدم برنامجين باللغة الإنجليزية أولاً هما: الأمثال في القرآن Parables in the Qur'an ودرج إلى الفردوس Stairway to Paradise على قناة اقرأ الفضائية بين عامي 2002 و2006.
وفي شهر رمضان المعظم من عام 1428 هجريا - 2007 ميلاديا، تابع الملايين من المشاهدين برنامج معز مسعود الأول باللغة العربية الطريق الصح، والذي تم تصوير البرنامج في خمس مدن رئيسية هي القاهرة، وجدة، وإسطنبول، ولندن، والمدينة المنورة.

## حياته
من مواليد عام 1978، عاش أول حياته في الكويت، ونشأ في بيت عربي، مسلم لعائلة معتدلة دينياً.
عقب وفاة 6 من أصحابه المقربين بشكل متسلسل ومفجع في وقت متقارب في نفس العام، ثم أصيب بورم وأجرى عملية جراحية لاستئصاله. كانت تجربة قريبة من الموت ورغم ذلك تأخرت نقطة التحول في حياته إلى أخر لحظة في هذا العام، حيث حضر حفلة رأس السنة وفعل من المعاصي مثلما قد يفعل بعض الشباب بها ولكن في أثناء عودته أثناء قيادته للسيارة تعرض لحادث سير كاد يودي بحياته، في ذلك الوقت قرر التوبة.

## دراساته
معز مسعود حاصل على بكالوريوس في الاقتصاد من الجامعة الأمريكية في القاهرة في يوليو 2000
طلب معز مسعود دراسة العلوم الإسلامية بأسلوب مكثف على أيدي علماء كبار على مدى أكثر من عشرة أعوام كالحبيب عمر بن حفيظ والدكتور علي جمعة والدكتور أسامة السيد الأزهري.

## بدايته في مجال الدعوة
بعد تخرجه قام بتلبية دعوة لقضاء شهر رمضان 2002 م مع جالية إسلامية بمدينة نيويورك الأمريكية، وإمامة الناس لـصلاة التراويح، كان يحاول حينها ترجمة القرآن الكريم للمسلمين غير المتحدثين باللغة العربية وشرح بعض المعاني والقاء بعض الكلمات المستوحاة من روحانيات الشهر الكريم فيما بين ركعات صلاة التراويح.
بعد أن وصل تسجيل لأحد كلماته في هذا المسجد إلى راديو وتليفزيون العرب (ART)، اتصل به رئيس تطوير البرامج في قناة اقرأ للاتفاق معه على تقديم برنامج باللغة الإنجليزية للمسلمين في الغرب وغير المتحدثين باللغة العربية.

## أعماله

### برامجه التليفزيونية
خلال 6 سنوات قدم معز 3 برامج على قناة اقرأ الفضائية، بدأها ببرنامجين باللغة الإنجليزية هما: Parables of the Quran أو الأمثال في القرآن  وStairway to Paradise أودَرَجٌ إلى الفردوس ، واختتمها بالعربية ببرنامج (الطريق الصح)  الذي تم تصويره في أربعة بلدان مختلفة هي مصر والسعودية وتركيا وبريطانيا.
في عام 2008 حل ضيفا على الإعلامي معتز الدمرداش الاثنين من كل اسبوع على الهواء مباشرة في برنامج 90 دقيقة على قناة المحور.. كما قدم في شهر رمضان من نفس العام برنامج الطريق الصح الموسم الثاني والذي تمت اذاعته على نفس القناة الفضائية.
وفي عام 2009، قدم برنامج الطريق الصح الموسم الثالث على قناة دريم باستضافة المهندس محمد عبد المنعم الصاوي وتناول فيه قضايا الشباب والعقبات التي تواجههم أثناء سيرهم على الطريق الصحيح مما قد تجعلهم يحيدون عنه.
في رمضان من عام 1431 عاد الطريق الصح الموسم الرابع في رمضان يومي الاثنين والثلاثاء من كل اسبوع على قناة المحور الفضائية على الهواء مباشرةً ثم في عام 2011 في شهر رمضان من عام 1432 هجرية، أذيع برنامج الطريق الصح: ثورة على النفس على قناة CBC الفضائية والتليفزيون المصري.

### برامجه الإذاعية
في رمضان من عام 1431 - 2010 استضاف الاعلامي أحمد يونس معز مسعود على راديو نجوم اف ام في برنامجه ع القهوة في فقرة الطريق الصح. تحدث فيها معز عن التزكية وأهميتها في السمو بالنفس والتغلب على عدوها الشيطان والهوى لتلمس الإحساس الباطني بالقرب من الله ومعيته، كل ذلك في إطار عصري قريب من الشباب ومتواصل معهم.
ولم تكن هذه هي التجربة الإذاعية الأولى لمعز، فقد اجرت معه الاعلامية يمنى سماحة حواراً باللغة الإنجليزية So Close No Matter How Far وكان يذاع يوم الاثنين من كل اسبوع
على راديو القاهرة. So Close No Matter How Far أو قريب... مهما كان البعد، يشرح معز كيف - في هذا العالم المادي- أصبح التركيز فيما شرع الله لنا من فرائض على ظاهرها فقط دون الباطن. ويسترسل في توضيح أن السعادة في فهمها على حقيقتها متكاملة باطناً وظاهراً، وأن طول الأمل الزائف في هذه الحياة والبعد عن الخالق عز وجل يؤدي إلى الاكتئاب.
كما أذيعت على راديو نجوم اف ام حلقات سجلت للراديو من برنامج الطريق الصح: ثورة على النفس في رمضان 1432 - 2011.

### أخرى
عقب تخرجه من كلية الاقتصاد بالجامعة الأمريكية بالقاهرة قام معز مسعود بتأسيس شركة دعاية وبدأ مشواره المهني في الإنتاج الإعلامي، وقد تناولت تجربته الأولى في إخراج فيلم وثائقي مدته 15 دقيقة حاجتنا في هذا العالم إلى التفاهم المشترك بين أتباع الأديان المختلفة وتم مشاهدة الفيلم أكثر من نصف مليون مشاهدة عبر شبكة الإنترنت على موقع اليوتيوب.

## حياته الشخصية
تزوج معز مسعود 4 مرات: الأولى تدعى «سارة» عام 2003، والثانية بسنت نور الدين المرشدة السياحية عام 2009 والثالثة الممثلة شيري عادل  والرابعة الممثلة المصرية حلا شيحة يوم 8 فبراير سنة 2021 م 

## وصلات خارجية
- معز مسعود على موقع IMDb (الإنجليزية)
- معز مسعود على موقع الدهليز
- معز مسعود على موقع قاعدة بيانات الأفلام العربية